# Narcea (Comarca)
Die Comarca Narcea (spanisch und asturisch Comarca del Narcea) ist eine von acht Comarcas (Verwaltungseinheit) der Autonomen Region Asturien in Spanien. Verwaltungssitz ist Cangas del Narcea. Zur Comarca gehören folgende fünf Concejos:

## Gemeinden
| Gemeinde          | Einwohner (2024) | Fläche km² | Dichte Einw./km² | Cod INE | Postleitzahl       |
| ----------------- | ---------------- | ---------- | ---------------- | ------- | ------------------ |
| Allande           | 1.530            | 342,24     | 4                | 33001   | 33815, 33885–33890 |
| Cangas del Narcea | 11.421           | 823,57     | 14               | 33011   | 33800–33819        |
| Degaña            | 780              | 87,16      | 9                | 33022   | 33812              |
| Ibias             | 1.098            | 333,30     | 3                | 33028   | 33810              |
| Tineo             | 8.769            | 540,83     | 16               | 33073   | 33870              |
| Comarca Narcea    | 23.598           | 2.127,10   | 11               | –       | –                  |

1. ↑  Instituto Nacional de Estadística Municipal Register of Spain